# ۱۷۶۱ (میلادی)
۱۷۶۱ (میلادی) هزار و هفتصد و شصت و یکمین سال تقویم میلادی است.

## رویدادها
به وجود آمدن شرکت فابرکاستل

## زادگان
- ۳ مه – آوگوست فن کتسبو، نویسنده آلمانی (د. ۱۸۱۹)
- ۳ ژوئن – هنری شرپنل، مخترع بریتانیایی (د. ۱۸۴۲)
- ۲۰ نوامبر – پیوس هشتم، کشیش ایتالیایی (د. ۱۸۳۰)

## درگذشتگان
- ۱۷ آوریل - توماس بیز
- ۴ ژوئیه – ساموئل ریچاردسون، نویسنده بریتانیایی (ز. ۱۶۸۹)